# São João Baptista (Moura)
Pour les articles homonymes, voir São João Baptista.
São João Baptista, officiellement Moura (São João Baptista), est une ancienne paroisse civile portugaise (en portugais : freguesia) de la municipalité de Moura dans le district de Beja.
São João Baptista correspond au nord-ouest de la ville de Moura.
La loi no 11-A/2013 du 28 janvier 2013, portant réorganisation administrative du territoire des freguesias, fusionne Moura (São João Baptista) avec les paroisses voisines de Moura (Santo Agostinho) et Santo Amador pour former l’União das freguesias de Moura (Santo Agostinho e São João Baptista) e Santo Amador (dont le siège est à Santo Agostinho).